# Hindi bombajskie
Hindi bombajskie (hindi: bambajja hindi, mumbajja hindi) – odmiana języka hindi, używana przez ludność Bombaju i okolic. Jej cechą charakterystyczną jest silny wpływ słownictwa wielu innych języków indyjskich, jak język gudźarati, tamilski, marathi i innych, między innymi angielskiego. Odmiana ta służy jako język wehikularny pomiędzy różnymi grupami etnicznymi zamieszkującymi Bombaj.

## Gramatyka
W porównaniu ze standardowym hindi, bambajja wykazuje pewne uproszczenia, nie istnieje rodzaj gramatyczny, niemal nie używa się końcówek liczby mnogiej.

## Hindi bombajskie w kontekście Bollywoodu
W filmach bollywoodzkich powstała konwencja, polegająca na użyciu tej odmiany hindi przez postacie z przestępczego półświatka bombajskiego, lecz dzięki kilku filmom, które zdobyły szczególne powodzenie, dialekt ten zyskał dużą popularność, pomimo głosów krytyki, narzekających na jego „wulgarność”.